# 무책임 함장 테일러
무책임 함장 테일러(일본어: 無責任艦長タイラー 무세키닌칸초타이라[*])는 요시오카 히토시의 SF소설 및 그 소설을 바탕으로 1993년 일본에서 방영한 텔레비전 애니메이션 작품이다. TV세토우치, 빅 웨스트, 타츠코노프로덕션이 공동제작하였다. 대한민국에서는 1996년 《캡틴 테일러》라는 제목으로 지역방송인 서울방송(현 SBS(주), 이하 SBS로 통일)에서 첫 방송이 되었다. 1997년 케이블채널 투니버스에서는 더빙을 다시 제작하여 방송하였다. 그 과정에서 산들바람호가 미풍호로 변경되고, 등장인물의 이름 등이 바뀌는 큰 변화와 더불어 번역에서도 차별화를 시도하였다. 1998년에 SBS에서 재방송하였고, 2000년에는 iTV 경인방송에서 방송되었다. VCR용 테이프로는 SBS 방영분이, DVD는 투니버스 방영분이 수록되어 있다.

## 등장인물
원작명(SBS/투니버스) 순
- 저스티 우에키 테일러(저스티 아담스 테일러)
- 유리코 스타(유리아 스타/유리에 스타)
- 야마모토 마코토(마커스 리갈/김한철)
- 아자린 드엘(아젤린)
- 루 바라바 돔(루 바라바 주르)
- 미후네 중장(제이콥 중장)
- 후지 참모총장(웨인 총장/백두 총장)
- 김경화(리사 스미스 중위/김경아)
- 헤럴드 카토리(헤럴드 커트리)
- 나카가와 하루미(샤론 브레이크/헤레나)
- 에미(에이미)
- 유미(제이미)
- 사카이 코지로(스카이/코질러)
- 시아 하스(쉬아 하스)
- 히데자부로 키타구치(군의관)
- 칼 비요른 안드레센(칼 비요른 안데르센/앤더슨)
- 미키 클레이번
- 나크 라 왕(웡/윙크)

## 원작 성우진
- 테일러 - 쓰지타니 고지
- 유리코 - 아마노 유리
- 야마모토 마코토 - 하야미 쇼
- 아자린 드엘 - 가사하라 히로코
- 루 바라바 돔 - 세키 토시히코
- 미프너 중장 - 무기 히토
- 후지 참모총장 - 니시무라 토모미치
- 김경화 - 미츠이시 코토노
- 해럴드 카토리 - 나리타 겐
- 나카가와 하루미 - 오카모토 마아야
- 에미 / 유미 - 카나이 미카
- 사카이 코지로 - 이와타 미츠오
- 시아 하스 - 미타 유코
- 히데자부로 키타구치 - 야나미 조지
- 칼 비요른 안드레센 - 시바모토 히로유키
- 미키 클레이번 - 나카타 가즈히로
- 나크 라 왕 - 쓰카다 마사아키

## SBS성우진
- 테일러 - 홍시호
- 유리아 / 베티 - 박영희
- 리갈 대위 - 이정구
- 주르 - 김종환
- 아젤린 / 리사 중위 / 사라 - 임은정
- 커트리 중위 / 스카이 - 김태웅
- 샤론 소위 - 문지현
- 제이콥 중장 - 온영삼
- 웨인 총장 - 이윤선
- 쉬아 하스 - 강희선
- 클레이번 - 문영래
- 안데르센 - 도용구
- 군의관 / 웡 제독 - 한규희
- 제이미 - 김희선
- 에이미 - 배정미
- 하이넬 제독 / 더그 제독 - 김용식

- 전인배, 윤병화, 장승길, 김일(특별게스트) 등

## 투니버스성우진
- 테일러 - 홍시호
- 유리에 - 최덕희
- 한철 대위 / 라르콘 제독 - 김규식
- 돔 / 카토리 - 김수중
- 아젤린 - 김은아
- 앤더슨 / 코질러 - 홍승섭
- 미프너 중장 / 클레이번 - 문영래
- 김경아 - 이현진
- 쉬아 하스 - 이진화
- 백두 총장 - 탁원제
- 헤레나 - 정미숙
- 윙크 - 박상일
- 군의관 - 정승욱
- 유미 - 박선영
- 에미 - 박경혜
- 베티 - 차명화
- 최준영, 서문석 등

## 주제곡 정보
- 원작 주제곡
- 오프닝 - Just think of tomorrow
- 엔딩 - 당신을 쭉 바라보고 있어

- SBS 방영분
- 오프닝 - 미지의 세계로
- 작곡/작사/편곡 - 강인구
- 노래 - 작은별

- 투니버스 방영분
- 오프닝 - 캡틴 테일러, 노래 - 유 숙
- 엔딩 - Down-town Dance, 노래 - 유 숙